# Kapalgagraecia nauma
Kapalgagraecia nauma är en insektsart som beskrevs av Rentz, D.C.F., Y. Su, Ueshima och M. Robinson 2010. Kapalgagraecia nauma ingår i släktet Kapalgagraecia och familjen vårtbitare. Inga underarter finns listade i Catalogue of Life.